# Blockchain.com
Blockchain.com (anteriorment Blockchain.info) és una criptomoneda blockchain, així com una criptomoneda de cartera suportant les tecnologies Bitcoin, Bitcoin Cash i Ethereum. Blockchain.com també proporciona gràfics de dades, estadístiques i informació de mercat.

## Història
Blockchain.com va ser llançat a l'agost de 2011 i va ser fundat per Ben Reeves, un membre fundador de l'equip de Coinbase. Reeves va tenir una opinió diferent en el futur de Coinbase, així que va deixar Coinbase per començar a treballar a Blockchain.com. Aquesta tecnologia proporciona dades en transaccions reals, blocs minats en la cadena blockchain, gràfics en l'economia del bitcoin, i estadística i recursos per a desenvolupadors.
Al febrer de 2014, Apple Inc. va treure l'app Blockchain.com de l'App Store, incitant a una resposta dura de la comunitat Blockchain. Al juliol de 2014, Apple va restablir l'app Blockchain.com.
A l'octubre de 2014, Blockchain.com va tancar una ronda de beneificis de 30.5$ milions.
Al juliol de 2019, Blockchain.com va llançar la seva criptomoneda d'intercanvi. Al setembre de 2020, l'empresa va unir-se a la Coalició per App Fairness, el fi d'aquesta és apuntar per negociar en condicions millors per la inclusió de apps en les botigues digitals.
Al febrer de 2021, Blockchain.com va aixecar un 120$ milions de finançament al voltant de les empreses Moore Strategic Ventures, Kyle Bass, Access Industries, Rovida Advisors, Lightspeed Venture Partners, GV, Lakestar, Eldridge i altres.